# Dolichopus uniseta
Dolichopus uniseta är en tvåvingeart som beskrevs av Stackelberg 1929. Dolichopus uniseta ingår i släktet Dolichopus och familjen styltflugor. Inga underarter finns listade i Catalogue of Life.